# İman Casablanca
İman Casablanca (arabisch إيمان كازابلانكا, DMG Īmān Kāzāblānkā; * 1999 in Fès) ist eine marokkanisch-türkische Schauspielerin und Model.

## Leben und Karriere
Casablanca wurde 1999 in Fès geboren. Sie ist Tochter einer Französischlehrerin und eines Kommissars. 2018 belegte sie in Best Model of the World den ersten Platz. Ihr Debüt gab sie 2019 in der Fernsehserie Uykusuzlar Kulübü. Zwischen 2019 und 2020 wurde sie für die Serie Yasak Elma gecastet. Von 2020 bis 2021 spielte Casablanca in der Serie Baraj die Hauptrolle. Außerdem spricht sie fließend Türkisch, Arabisch, Persisch und Französisch.

## Filmografie
Serien
- 2019: Uykusuzlar Kulübü
- 2019–2020: Yasak Elma
- 2020–2021: Baraj